# Gornja vas, Šmarje pri Jelšah
Gornja vas je naselje v Občini Šmarje pri Jelšah.